# Садкув (Свентокшиське воєводство)
Садкув (пол. Sadków) — село в Польщі, у гміні Лаґув Келецького повіту Свентокшиського воєводства.
Населення — 445 осіб (2011).
У 1975-1998 роках село належало до Келецького воєводства.

## Демографія
Демографічна структура на день 31 березня 2011 року:
|          | Загалом | Допрацездатний вік | Працездатний вік | Постпрацездатний вік |
| -------- | ------- | ------------------ | ---------------- | -------------------- |
| Чоловіки | 236     | 56                 | 156              | 24                   |
| Жінки    | 209     | 42                 | 123              | 44                   |
| Разом    | 445     | 98                 | 279              | 68                   |